# はじめての文学 村上春樹
『はじめての文学 村上春樹』（はじめてのぶんがく むらかみはるき）は、村上春樹の短編小説集。
文藝春秋から刊行されている「はじめての文学」シリーズ全12巻のうちの一冊。2006年12月に出版された。装丁は大久保明子。
若い読者層を対象としたシリーズであるため、本書はふりがなを増やし、大きな活字で組まれている。作品の選択は村上が自ら行った。

## 収録作品
|    | タイトル                                       | 初出                                                    | 単行本                       |
| -- | ---------------------------------------------- | ------------------------------------------------------- | ---------------------------- |
| 1  | シドニーのグリーン・ストリート                 | 『海』臨時増刊「子どもの宇宙」1982年12月号              | 中国行きのスロウ・ボート     |
| 2  | カンガルー日和                                 | 『トレフル』1981年10月号                                | カンガルー日和               |
| 3  | 鏡                                             | 『トレフル』1983年2月号                                 | カンガルー日和               |
| 4  | とんがり焼の盛衰                               | 『トレフル』1983年3月号                                 | カンガルー日和               |
| 5  | かいつぶり                                     | 『トレフル』1981年9月号                                 | カンガルー日和               |
| 6  | 踊る小人                                       | 『新潮』1984年1月号                                     | 螢・納屋を焼く・その他の短編 |
| 7  | 鉛筆削り (あるいは幸運としての渡辺昇①)         | 『MEN'S CLUB』1985年11月号                              | 夜のくもざる                 |
| 8  | タイム・マシーン (あるいは幸運としての渡辺昇②) | 『MEN'S CLUB』1986年1月号                               | 夜のくもざる                 |
| 9  | ドーナツ化                                     | 『MEN'S CLUB』1986年6月号                               | 夜のくもざる                 |
| 10 | ことわざ                                       | 『太陽』1993年4月号～1995年3月号（掲載号不詳）          | 夜のくもざる                 |
| 11 | 牛乳                                           | 同上                                                    | 夜のくもざる                 |
| 12 | インド屋さん                                   | 同上                                                    | 夜のくもざる                 |
| 13 | もしょもしょ                                   | 同上                                                    | 夜のくもざる                 |
| 14 | 真っ赤な芥子                                   | 同上                                                    | 夜のくもざる                 |
| 15 | 緑色の獣                                       | 『文學界』1991年4月臨時増刊号『村上春樹ブック』         | レキシントンの幽霊           |
| 16 | 沈黙                                           | 『村上春樹全作品 1979～1989』第5巻（講談社、1991年1月） | レキシントンの幽霊           |
| 17 | かえるくん、東京を救う                         | 『新潮』1999年12月号                                    | 神の子どもたちはみな踊る     |

2. 「カンガルー日和」は、本書に再録するにあたり、大幅に加筆修正がなされた。
16. 「沈黙」は、本書に再録するにあたり、大幅に加筆修正がなされた。